# Коу Цяньчжи
Коу Цяньчжи (кит. упр. 寇謙之, пиньинь Kòu Qiānzhī, палл. Коу цянь чжи; 365, Чанпин, Ранняя Янь — 448, Северная Вэй) — даосский реформатор эпохи Южных и северных династий, который пересмотрел систему церемоний и ритуалов Школы Небесных Наставников.Он переформулировал религиозную доктрину, создав направление Северные Небесные Наставники. Он обладал большим авторитетом при дворе династии Северная Вэй (386—534) и смог утвердить даосизм официальной государственной религией. Однако по этой причине даосы ввязались в политическую борьбу, которая начала приводить к кровавым инцидентам.

Родился в Чанпине (сейчас это район Пекина) в 365 году.Был врачом, но в 418 году году на горе Суншань его посетили знаменательные видения. Он беседовал с духами: в первый раз лично с Лао Цзы, а позднее с Ли Пувэнем — высшим наставником и праправнуком Лао-цзы. При первых посещениях дух сказал ему, что после ухода патриарха Чжан Даолина школа Небесных Наставников пошла по пути заблуждения, практикуя ложные воззрения:
除去三张伪法 (долой ложные учения трёх Чжанов)
租米 钱税 及 男女合气之术 (поборы риса, обложения налогами и «искусства соединения энергий мужчин и женщин»)
大道清虚 (Великое Дао — чистое и пустое)
岂有斯事 (Зачем нужны такие практики?)
Дух назначил Коу Небесным Наставником и поручил устранить излишества в даосских ритуалах. Цяньчжи стал ликвидировать практику оргий и корыстных духов, он стал обращать внимание на чистоту ритуалов и качество практик.
У Коу появилось множество последователей. Он старался свести учения к ортодоксальной, консервативной форме. Его деятельность привлекла внимание взошедшего на трон сяньбийского императора Тайу-ди. В 423 году императорским декретом он был официально возведён в сан Небесного Наставника (Тяньши), основав новую линию Северных Небесных Наставников. Сяньбийцы в это время вели непрерывные войны против кочевников на севере, западе и против Южной династии Сун на юге. Постепенно расширяя свои владения, в результате победоносных войн император Тайу-ди постепенно подчинил весь северный Китай.
Премьер-министр и ревностный сторонник даосизма Цуй Хао (崔浩) смог провести закон о запрете буддизма, что повлекло за собой кровавые расправы над буддийскими лидерами и адептами. Император принял девиз правления «Истинный государь Великого равенства» (тайпин чжэнь цзюнь), и в 444 году провозгласил даосизм государственной религией.
Коу Цяньчжи стал истолковывать свои откровения перед таким двором, как небесное благоволение, что подтверждалось военными победами. Он также считался экспертом в области достижения бессмертия, возглавив специальную алхимическую лабораторию, утверждённую императором. Цяньчжи стал бороться за целибат духовенства и укрепление морали последователей школы Небесных Наставников, создав устав, подобный правилам винаи.
По всей стране он установил алтари, где проводились регулярные обряды, церемонии и пиры. В 442 году вручил императору талисман правителя Великого равенства. Эта процедура позднее вошла в придворный церемониал.
Однако реформы Коу и его завоевания не удалось закрепить. После смерти Коу Цяньчжи, казни Цуй Хао и убийства императора Тайу-ди во время заговора буддизма снова вернулись в северный Китай. Убийства утвердились с приходом императора Вэньчэн-ди как государственная религия. С началом империи Тан практики оргий снова вернулись, поэтому исследователи склонны считать, что Коу не смог реформировать даосизм.
Несмотря на это исследователи отмечают, что реформы Коу Цяньчжи привели к тому, что даосизм обрёл зрелость, закрепил устои и нормы, канонизировал ритуалы.
1. 1 2 3 4  Qianzhi Kou // Faceted Application of Subject Terminology
2. 1 2 3 4  Qianzhi Kou // Trove — 2009.